# Kerncentrale Blayais
De kerncentrale Blayais ligt bij het dorp Blaye in Frankrijk, op 60 kilometer afstand van Bordeaux.
De centrale ligt vlak naast de Gironde en heeft daardoor een overstromingsrisico. Op 27 december 1999 vond er een overstromingsincident plaats. De centrale heeft 4 drukwaterreactoren (PWR).
| reactorblok | reactortype | vermogen | begin bouw | inbedrijfname |
| ----------- | ----------- | -------- | ---------- | ------------- |
| Blayais 1   | PWR         | 910 MW   | 1977       | 1981          |
| Blayais 2   | PWR         | 910 MW   | 1977       | 1982          |
| Blayais 3   | PWR         | 910 MW   | 1978       | 1983          |
| Blayais 4   | PWR         | 910 MW   | 1978       | 1983          |